# Esteve Fortuny i Guarro
Esteve Fortuny i Guarro (Barcelona, 22 de febrer de 1954 - 19 d'agost de 1986) fou un músic català, guitarrista, compositor i cantant, membre fundador del grup Companyia Elèctrica Dharma. Nasqué al barri de Sants, fill de Joan Fortuny, que regentava una gestoria, i de Núria Guarro, que cantava a l'Orfeó de Sants i que més tard s'enorgullí d'haver contribuït a desvetllar les inquietuds musicals dels fills. El matrimoni va tenir set fills: en Josep (1952-2013), l'Esteve (1954-1986), en Joan (1955), en Jordi (1958), en Lluís (1960), en Jaume (1961) i la Maria (1967).

## Biografia
Esteve estudià a les Escoles d'Horta on expressà els seus sentiments catalans i socials al marge del franquisme. Va començar a tocar la guitarra als 10 anys i prioritzà la música per davant dels estudis. El 1968 entrà al Conservatori que abandonà el 1972. Autodidacte, va preferir la composició a l'academicisme de les aules.
Amb els seus germans Josep i Joan començà a preparar un repertori de cançons rock i s'interessà pel blues. En aquella època també començà a interessar-se pel jazz, afició que s'incrementà després de veure en Miles Davis a Barcelona. Amb els seus dos germans, va crear el grup Els Llums, amb cançons pròximes al blues i el rock, i amb temes dels Beatles i els Rolling Stones. Esteve realitzava llargs solos de guitarra. El trio aconseguí una certa reputació com a grup en directe en gires per casals i instituts. Poc després, seguiria amb el grup acústic Roda, i altres com Fang i Disbauxa, on també tocà el contrabaix.
L'any 1974 creà la Companyia Elèctrica Dharma amb els seus dos germans Josep i Joan, en Jordi Soley i en Carles Vidal, baixista, un col·lega seu dels escoltes. Al mateix temps van formar una comuna urbana que després passaria a ser rural, i van viure a la masia de Can Comas entre Sarrià de Dalt i Palol de Revardit, a prop de Girona. Des d'aleshores la vida d'Esteve va estar lligada a la història del grup. En els darrers anys, a més del seu treball com a guitarrista i compositor del grup, inicià una nova faceta com a cantant. El seu germà Lluís Fortuny entrà al grup com encarregat dels teclats i la trompeta.
Esteve va sofrir una hemorràgia cerebral mentre actuava a Cardedeu el 15 d'agost de 1986, i morí a l'Hospital Clínic de Barcelona el 19 d'agost.
L'any 2008 s'inicià una campanya per demanar que Barcelona dediqui un carrer a Esteve Fortuny per commemorar el vint-i-cinquè aniversari de la seva mort.